# Kemaliye, Arifiye
Kemaliye là một xã thuộc quận Arifiye, tỉnh Sakarya, Thổ Nhĩ Kỳ. Dân số thời điểm năm 2008 là 1.092 người.